# Kanton Les Trois-Îlets
Kanton Les Trois-Îlets (francouzsky Canton des Trois-Îlets) byl francouzský kanton v departementu Martinik v regionu Martinik. Nacházela se v něm pouze obec Les Trois-Îlets. Zrušen byl v roce 2015.